# خروج از قاهره
خروج از قاهره (انگلیسی: Cairo Exit) یک فیلم است که در سال ۲۰۱۰ منتشر شد. از بازیگران آن می‌توان به محمد رمضان اشاره کرد.